# Kremenica
Kremenica je naselje v Občini Ig.